# Ganglagerstätte

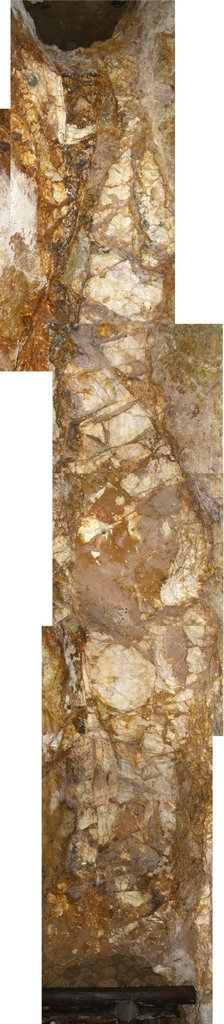
Haupterzgang des Silberbergwerks Suggental. Blick an die Firste, Breite der Einzelbilder 2,2 m

Als Ganglagerstätte wird im Bergbau gewöhnlich ein Gang bezeichnet, der genügend Erz enthält, um  abgebaut werden zu können. Umgangssprachlich werden solche Erzlagerstätten zuweilen als „Erzadern“ bezeichnet.

## Aufbau
Die Lagerstätten sind jedoch in aller Regel nicht ader- oder röhrenförmig, sondern werden durch die beiden Salbänder flächig vom umliegenden tauben Gestein geschieden. Unter rein wirtschaftlichen Gesichtspunkten wird die Lagerstätte allerdings nicht durch die Salbänder begrenzt, sondern nur durch die Bauwürdigkeitsgrenze, die aufgrund von Imprägnationen durchaus jenseits der Gangbegrenzungen liegen kann.
Erzgänge können in verschiedenen, auch flachen, Neigungen auftreten (Fallen).

## Merkmale
Der Mineralgehalt von Ganglagerstätten kann eine große Bandbreite haben. Während einige Lagerstätten, wie etwa manche Schwerspat-Gänge praktisch monomineralisch sind, stellen andere eine nahezu unerschöpfliche Fundgrube für Mineraliensammler dar. Oftmals bilden die zu verwertenden Erzminerale (angereichert im Erzmittel) jedoch nicht den Hauptbestandteil des Ganges, sondern die Gangart (oder das taube Mittel), zum Beispiel Quarz in den weltweit verbreiteten goldführenden Quarzgängen. Kalzit, Dolomit und andere Karbonat-Minerale, Fluorit, Baryt treten auch häufig in der Gangart vor.
Während es sich bei der Gangart manchmal um „Durchläufer-Minerale“ handelt, die in allen Teilen der Lagerstätte vorkommen, zeigen die metallhaltigen Erzminerale zuweilen eine typische Zonierung entsprechend der Tiefenlage. Ein bekanntes Beispiel sind die Buntmetall-Lagerstätten in Cornwall: unterhalb einer kupferreichen Zone befindet sich dort eine sehr reiche Zinn-Mineralisation. Auch Gangart-Minerale können Zonierungen zeigen. Die Kenntnis solcher gesetzmäßiger Abfolgen ist von großem Nutzen bei der Exploration neuer Lagerstätten.
Anderseits sind die verschiedenen Mineralvergesellschaftungen (Paragenese) in einem Gang oft zweiseitig-symmetrisch ausgebildet, das heißt: Paragenese 1 bedeckt die gegenüberliegenden Gangränder (das Salband), diese wird wiederum von Paragenese 2 bedeckt usw., bis zu Paragenesen in der Mitte des Gangs. Dies wird damit erklärt, dass der bereits „verheilte“ Gang durch tektonische Bewegungen oder andere Prozesse immer wieder neu aufgerissen wird und erneut Raum für hydrothermale Lösungen mit anderer Zusammensetzung und Temperatur bietet. Die Minerale in der Mitte des Gangs sind somit die jüngsten (und meist bei den niedrigsten Temperaturen ausgefällt).
Von der Vorgeschichte bis zum Mittelalter wurden zahlreiche Ganglagerstätten anhand ihrer Ausbisse entdeckt (Sichtbarwerden an der Erdoberfläche). Auch farblich auffälliges Geröll auf Schotterbänken oder Bachläufen, oder Zeigerpflanzen, die Schwermetallgehalt indizieren, können auf Erzvorkommen hindeuten.

## Entstehung
Ganglagerstätten können in den unterschiedlichsten geologischen Umgebungen auftreten, so etwa in tektonisch beanspruchten Gebieten wie der Grauwackenzone der Ostalpen, in der Nähe von magmatischen Intrusionen wie beispielsweise im Harz, in vulkanischen Eruptivgesteinen, oder in archaischen Grünsteingürteln. Hierbei variiert die Mächtigkeit der Gänge zwischen wenigen Millimetern und mehr als 100 Metern.
Im Allgemeinen wird davon ausgegangen, dass sich Ganglagerstätten in Spalten und Störungen bilden, die mineralhaltigen Lösungen oder Gasen (Fluiden) einen Transportweg oder eine Abscheidungsfalle bieten. Die Herkunft der mineralischen und metallischen Komponenten kann dabei sehr unterschiedlich sein: sie können direkt aus dem Nebengestein stammen (Lateralsekretion) oder aber aus weit entfernten Quellen wie magmatischen Schmelzen, Hydrothermalsystemen oder Produkten der Gesteinsumwandlung (Metamorphose).

## Beispiele
- Mother Lode, 190 km lange, 1848 bei Sacramento entdeckte Goldader, Auslöser des Gold Rush 1849 in der Sierra Nevada, Kalifornien
- Yellowknife im Nordwest-Territorium von Kanada, Ballarat, Bendigo und Castlemaine in Australien. Hierbei handelt es sich um Goldquarzgänge in archaischen und phanerozoischen Turbiditen.
- Golden Mile bei Kalgoorlie (Australien), das Kolar-Goldfeld in Indien und die Distrikte von Kirkland Lake und Timmins in Ontario/Kanada (Goldlagerstätten in archaischen Grünsteingürteln).
- Im Erzgebirge wurde um Freiberg beginnend im 12. Jahrhundert bis 1969 Silber, Blei und Zink abgebaut. An verschiedenen weiteren Orten wurden bis Anfang der 1990er Jahre auch Cobalt, Nickel, Arsen und Uran gefördert.
- Die Zinn-Wolfram- und Zinn-Silber-Lagerstätten in Bolivien wurden seit dem 16. Jahrhundert abgebaut, zunächst wegen ihrer außergewöhnlich reichen Silbervorkommen, wie der Cerro Rico in Potosí.
- Zu den berühmtesten Distrikten von Ganglagerstätten der Welt gehört Butte in Montana/USA. In mehr als 20 Gruben wurden hier zwischen 1880 und 1964 7,3 Millionen Tonnen Kupfer, 2,2 Mio. t Zinn, 1,7 Mio. t Mangan, 0,3 Mio. t Blei, 20 000 t Silber und 78 t Gold gefördert.
- Der Oberharz mit silberhaltigen Blei-Zink-Erzen. Vom 16. bis ins beginnende 20. Jahrhundert wurde hier intensiv Bergbau betrieben.